# 景徳鎮陶瓷大学
景徳鎮陶瓷大学（けいとくちんとうじだいがく、英語: Jingdezhen Ceramic Institute）は、中国江西省景徳鎮市にある大学。1909年に中国陶業学堂として設立され、1958年に景徳鎮陶瓷学院、2016年に現在の名称になった。中国唯一の陶磁器専門大学。

## 沿革
地域的な産業集積を補助するべく、1909年/1910年、張謇により中国陶業学堂として設立された。以降名称が下記のように何度か変更されている。
- 1912年：江西省立饒州陶冶学校[4]
- 1915年：江西省立第二甲種工業学校[4]
- 1925年：江西省立窯業学校[4]
- 1926年：江西省立景徳鎮陶業学校[4]
- 1927年：江西省立陶業学校[4]
- 1934年：江西省立九江陶瓷科職業学校[4]
- 1945年：江西省立陶瓷職業学校[4]
- 1948年：江西省立陶業専科学校[4]
- 1958年：景徳鎮陶瓷学院[2]
- 2016年3月：景徳鎮陶瓷大学[5]

1975年より中華人民共和国軽工業部に所属する高等学校だったが、1998年に省部共建（江西省と軽工業部の共同）に変更された。1984年より修士号、2013年より博士号を認定できるようになった。
2021年時点の学生数は本科生13,884、修士課程1,827、博士課程142。学部はセラミック美術学、デザインアート学、材料科学・工学、マルクス主義学などが設置されている。